# Plevenhäst
Plevenhästen är en hästras som härstammar från Pleven i Bulgarien och är i stora drag egentligen en Angloarab, dvs en korsning mellan Engelskt fullblod och Arabiskt fullblod men med tillförsel av Gidran-arab. Rasen är en perfekt sporthäst som möter alla krav från de flesta ridsporter. 

## Historia
Plevenhästen utvecklades under slutet av 1800-talet och början av 1900-talet vid det före detta Klementinastuteriet i Pleven (numera Georgi Dimitrov Agricultural Center). Man utgick från de hästar som fötts fram genom korsningar av de engelska fullbloden och arabiska fullbloden, i grund och botten är dessa korsningar egentligen Angloaraber. Men man tillförde Gidran-araber som importerades från Ungern för att fortfarande behålla fullblodshästens inverkan men för att få fram en unik häst. Man fortsatte införa renrasigare arabiska fullblod och gidranhästar under cirka 25 år innan typen fixerades 1938. 
Plevenhästen förbättrades ytterligare efter lite införande av engelskt fullblod i rasen och en hel del av dessa ston skickades till statsstuteriet i Sofia där de skulle ingå i utvecklingen av Danubierhästen. 1951 blev Plevenhästen godkänd som en egen ras. Efter det fördes en strikt selektiv avel och det görs det än idag med syfte att göra hästarna lite mindre i mankhöjd för att göra rasen ännu attraktivare som tävlingshäst.

## Egenskaper
Plevenhästen är en riktig tävlingshäst som har en naturlig hopptalang. Rasen har ärvt uthållighet från det arabiska fullblodet och snabbhet från det engelska fullblodet. Dock är Plevenhästen lite stabilare i temperamentet efter influensen från Gidranaraberna. Rasen har naturligt flytande och fina gångarter vilket gör den till en utmärkt dressyrhäst. 
Hästarna har ganska långa ryggar, lång och muskulös hals och ett ädelt huvud med rak profil. Exteriören är liknande Angloarabens med lite mer influens av arabiskt fullblod som gör den lite slankare. 
Plevenhästen är populär på grund av att de är sunda, modiga, intelligenta, lugna och arbetsvilliga. De är även billiga i drift och klarar sig på lite mindre foder än många andra fullblodshästar.